# 慕容佐
慕容 佐（ぼよう さ、生没年不詳）は、五胡十六国時代の後燕の人物。昌黎郡棘城県の出身。

## 生涯
後燕に仕え、帯方王に封じられていた。
385年1月、寧朔将軍平規と共に薊城へ侵攻した。
2月、薊城を守る王永は宋敞に命じて、龍城と薊城の宮殿を焼き払わせ、壷関へ撤退した。その後、慕容佐らは薊城に入った。
平北将軍に任じられた。
5月、龍城に鎮した。
6月、高句麗が遼東に侵攻、慕容佐は司馬郝景を救援に遣わしたが、敗れたため遼東・玄菟の二郡を失陥した。
平州刺史に任じられた。
11月、龍城から平郭に移り、この地を鎮した。
これ以後の事績は、史書に記されていない。